# Катастрофа Ан-24 в посёлке Варандей
Катастрофа Ан-24 в посёлке Варандей — авиационная катастрофа, произошедшая в среду 16 марта 2005 года. Авиалайнер Ан-24РВ авиакомпании «Региональные авиалинии» (Кемерово) выполнял чартерный внутренний рейс РЛ-9288 по маршруту Уфа — Пермь — Усинск — Варандей — Нарьян-Мар, но при заходе на посадку в Варандее лайнер врезался в песчаную насыпь в 4,2 км от аэропорта Варандея. Из находившихся на его борту 52 человек (45 пассажиров и 7 членов экипажа) погибли 28.
Катастрофа рейса 9288 стала второй (по числу жертв) катастрофой в истории Ненецкого автономного округа (после катастрофы Ан-24 под Амдермой) и четвёртой (по числу жертв) авиакатастрофой в Архангельской области (после катастроф Ан-24 под Амдермой и в Лешуконском).

## Самолёт
Ан-24РВ (регистрационный номер RA-46489, заводской 27308107, серийный 81-07) был выпущен 30 октября 1972 года. 13 декабря того же года был передан авиакомпании «Аэрофлот» (Западно-Сибирское УГА, Кемеровский ОАО). 19 апреля 1994 года был передан Кемеровскому АП, от которого в 1995-м и 2001-м годах сдавался в лизинг авиакомпаниям C-Air и AiRUnion. В мае 2004 года был взят в лизинг авиакомпанией «Региональные авиалинии» у лизинговой компании «Кузбассавиафрахт». Оснащён двумя турбовинтовыми двигателями АИ-24ВТ производства ЗМКБ «Прогресс» им. А. Г. Ивченко. На день катастрофы совершил 35 578 циклов «взлёт-посадка» и налетал 46 217 часов.

## Экипаж
Состав экипажа рейса РЛ-9288 был таким:
- Командир воздушного судна (КВС) — Виктор Иванович Попов. Налетал 14 221 час, 9833 из них на Ан-24 (6699 из них в качестве КВС).
- Второй пилот — Олег Евгеньевич Мезенцев. Налетал 517 часов, свыше 60 из них на Ан-24.
- Штурман-инструктор — Сергей Петрович Овсянников. Налетал 12 254 часа, 5852 из них на Ан-24.
- Бортмеханик — Станислав Т. Давыдов. Налетал 7214 часов, 7055 из них на Ан-24.

Также в составе экипажа были 1 бортпроводник и 2 авиатехника.

## Хронология событий
16 марта 2005 года Ан-24РВ борт RA-46489 выполнял чартерный рейс РЛ-9288 из Уфы в Нарьян-Мар с промежуточной посадкой в Перми, Усинске и Варандее. Из Уфы рейс 9288 вылетел в 06:30 MSK. Расчётное время прибытия в Варандей — 13:45 MSK. В Перми на борт самолёта поднялись 44 работника «Нарьян-Марнефтегаза» (дочерняя компания «Лукойла»).
Первая связь с диспетчером аэропорта Варандей была осуществлена в 13:15. В 13:40 экипаж запросил разрешение на посадку, при этом высота полёта составляла 1500 метров. В 13:45 экипаж доложил о снижении до 250 метров. При этом командир сказал, что визуально наблюдает ВПП, доложил о готовности к посадке и получил от диспетчера разрешение на посадку. Снижение высоты полёта произошло в 4,5 километра от взлётно-посадочной полосы. В условиях «белой мглы» и отсутствия видимости ориентиров на подстилающей поверхности экипаж принял за взлётную полосу контрастно видимый участок свежеотсыпанной дороги, расположенный в 4,2 километрах от ВПП. Высота полёта в этот момент должна была составлять не менее 200 метров. Диспетчер визуально наблюдал нештатное снижение высоты, но предупредить экипаж не успел. Рейс РЛ-9288 накренился на левое крыло и столкнулся с песчаной насыпью высотой около 6 метров. От удара самолёт разрушился и сгорел, уцелела только хвостовая часть. Погибли 28 человек — 2 члена экипажа (КВС и штурман) и 26 пассажиров.

## Расследование
Для захода на новый объект КВС предпринял затянутый манёвр снижения со скольжением и потерей скорости при недостаточном режиме работы двигателей и отсутствии контроля за скоростью полёта. Возможные погрешности в показаниях ряда приборов (указателей скорости и указателя угла атаки) могли затруднить членам экипажа контроль параметров полёта.
Падение скорости в скольжении привело к выходу самолёта на закритические углы атаки и его сваливанию.

## Катастрофа Ми-8 с родственниками погибших

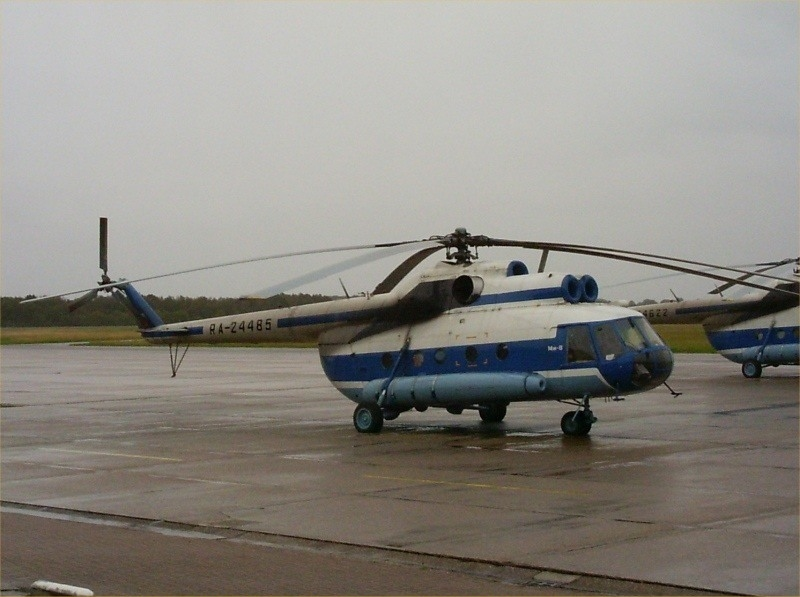
Ми-8Т борт RA-24485 за 2,5 года до катастрофы

Последствия катастрофы

Почти через год после катастрофы, 11 марта 2006 года, в районе посёлка Варандей разбился вертолёт Ми-8 борт RA-24485 2-го Архангельского объединённого авиаотряда с родственниками погибших.
Они должны были присутствовать на церемонии освящения часовни, построенной в память о погибших в катастрофе рейса РЛ-9288. Во время захода на посадку, который выполнялся над заснеженной местностью с малым количеством ориентиров, в простых метеоусловиях, вертолёт (со слов очевидцев катастрофы) при небольшой поступательной скорости начал снижаться с углом тангажа на пикирование до 40°. На расстоянии 1830 метров от намеченного места посадки в 08:06:15 вертолёт столкнулся с землёй носовой частью фюзеляжа и опрокинулся на правый борт с курсом, обратным направлению полёта.
В результате катастрофы 1 пассажир (Николай Андреевич Шилов) погиб, все 3 члена экипажа и 11 пассажиров получили травмы различной степени тяжести (7 получили тяжёлые травмы, 7 человек были легко ранены). Пострадавшие были эвакуированы в Нарьян-Мар. На вертолёте разрушены носовая часть фюзеляжа, несущий и рулевой винты, хвостовая и килевая балки, хвостовой редуктор и подкос правой основной опоры шасси. Пожара на месте катастрофы не было.
К катастрофе привели ошибки в действиях командира экипажа во время захода на посадку, преждевременное и необоснованно энергичное торможение вертолёта с созданием тангажа до 10,6° и уменьшением общего шага несущего винта до 1,4°. Это привело к попаданию вертолёта в режим «вихревого кольца» и, следовательно, к ухудшению его устойчивости и управляемости, а также к недопустимому увеличению вертикальной скорости снижения. Последующие несоразмерные и некоординированные действия командира экипажа органами управления на малой высоте полёта привели к столкновению вертолета с землёй.

### Дважды выживший
Геннадий Спирин, получивший в катастрофе Ан-24 16 марта 2005 года множественные повреждения позвоночника, ушиб головного мозга, частично потерявший слух, через год попал во вторую авиакатастрофу, на этот раз «отделавшись» переломом рёбер и ноги.